# 上村響
上村 響（うえむら ひびき、1993年3月27日 - ）は、日本の元子役。京都府出身。クリアファースト所属。

## 出演

### 映画
- お父さんのバックドロップ（2004年10月9日公開、シネカノン） - 長谷川剛史 役
- いけちゃんとぼく（2009年6月20日公開、角川映画） - たけし 役
- ボックス!（2010年5月22日公開、東宝） - たつや 役
- プリンセス・トヨトミ（2011年5月28日公開、東宝） - 蜂須賀勝 役

### テレビドラマ
- 暴れん坊将軍 春のスペシャル 「将軍生母襲撃! 一途な恋に生きる女」（2004年3月29日、テレビ朝日） - 仲間 役
- ちいさこべ～若棟梁と九人の子～ 第4話（2006年9月28日、NHK総合）
- 新・京都迷宮案内4 第9話（2007年3月8日、テレビ朝日）
- 14歳〜千原ジュニア たった1人の闘い（2009年3月12日、テレビ東京）
- 遺品整理人 谷崎藍子III 48年目の証人（2012年11月5日、MBS・TBS） - 高丸勇一〈少年期〉 役

### テレビ番組
- みてハッスルきいてハッスル（2004年4月5日 - 2005年9月、NHK教育テレビ） - シロウ 役
- わたしが子どもだったころ さいとう・たかを編（2007年4月11日、BShi） - さいとう・たかを 役

### CM
- P&G「JOY」 - ジョイくん〈初代〉　※声の出演

### ラジオドラマ
- FMシアター「卵の緒」（2004年6月26日、NHK-FM） - 主人公
- 青春アドベンチャー「G戦場ヘヴンズドア」（2005年3月28日 - 4月8日、NHK-FM） - 少年時代の町蔵 役